# Gaucín
Gaucín é um município da Espanha na província de Málaga, comunidade autónoma da Andaluzia, de área 98 km² com população de 1946 habitantes (2004) e densidade populacional de 18,53 hab/km².

## Demografia
| Variação demográfica do município entre 1991 e 2004 | Variação demográfica do município entre 1991 e 2004 | Variação demográfica do município entre 1991 e 2004 | Variação demográfica do município entre 1991 e 2004 |
| --------------------------------------------------- | --------------------------------------------------- | --------------------------------------------------- | --------------------------------------------------- |
| 1991                                                | 1996                                                | 2001                                                | 2004                                                |
| 1830                                                | 1660                                                | 1684                                                | 1818                                                |

- Artesania andaluza en Gaucin